# Antholian
Antholian († 255/265) war ein christlicher Märtyrer des 3. Jahrhunderts. Antholian wurde zusammen mit anderen bei Christenverfolgungen in der Auvergne (Frankreich) getötet und später heiliggesprochen. 
(3. Jh.) Der hl. Gregor von Tours zählt den hl. Antholian zu den Märtyrern der Auvergne zur Zeit des Überfalls des germanischen Häuptlings Chrocas auf Gallien. Unter seinen Leidensgenossen finden wir die Namen von Cassius, Maximus, Limininus und Victorinus.
Sein Gedenktag in der katholischen Kirche ist der 6. Februar.
In Deutschland ist die evangelische Antholianuskirche in Filderstadt-Plattenhardt (Baden-Württemberg) nach ihm benannt.